# 拉普阿主教座堂

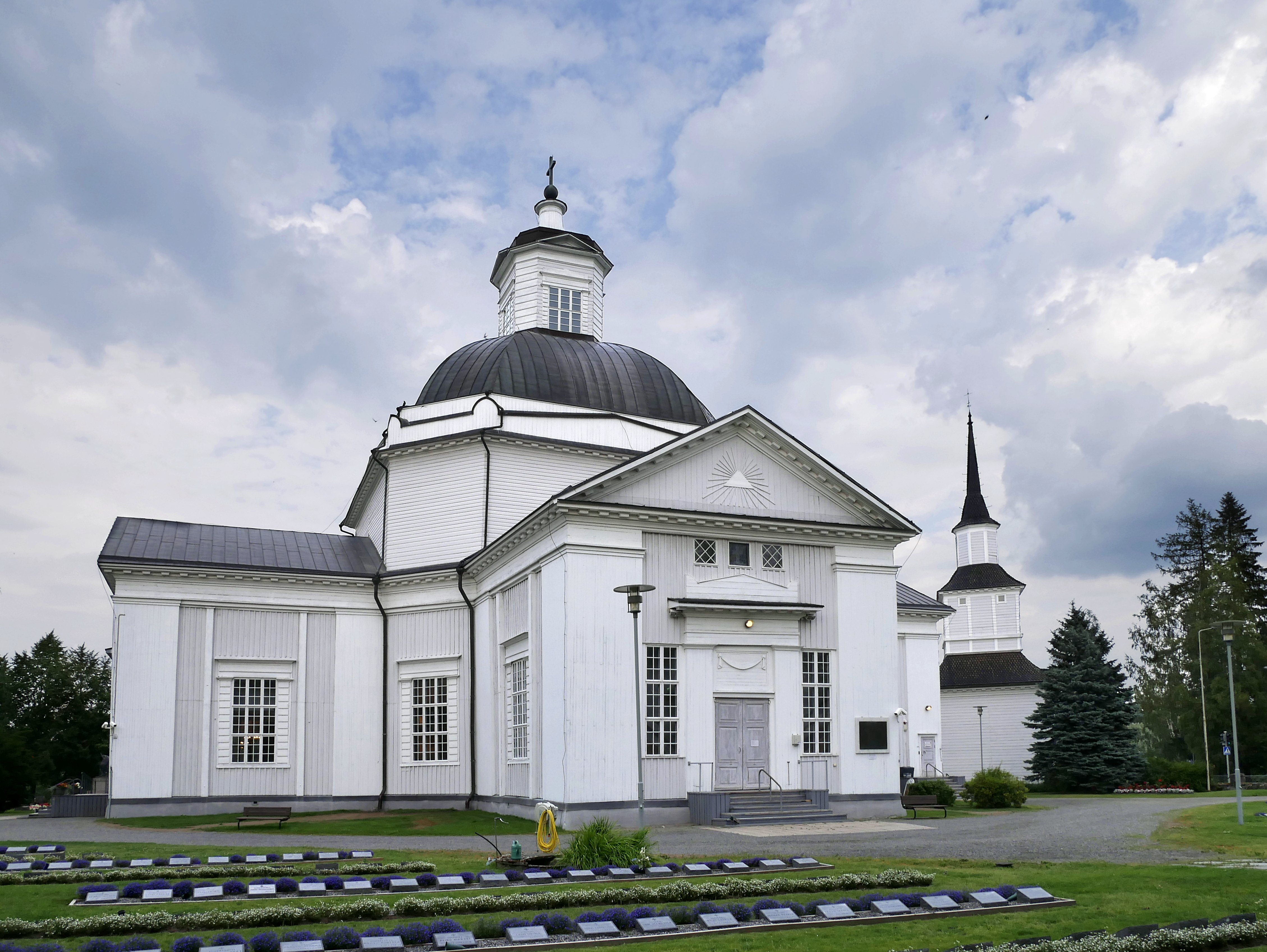
拉普阿主教座堂

拉普阿主教座堂（芬蘭語：Lapuan tuomiokirkko）位于芬兰拉普阿市，为芬兰福音信义会九座主教座堂之一。它是拉普阿教区的主教座堂。教堂建于1827年，为卡尔·卢德维格·恩格尔所设计。教堂旁边的钟楼是拉普阿市已知的依然在使用的最老的建筑。
该教堂里的管风琴制作于1938年，依然是芬兰最大的管风琴。

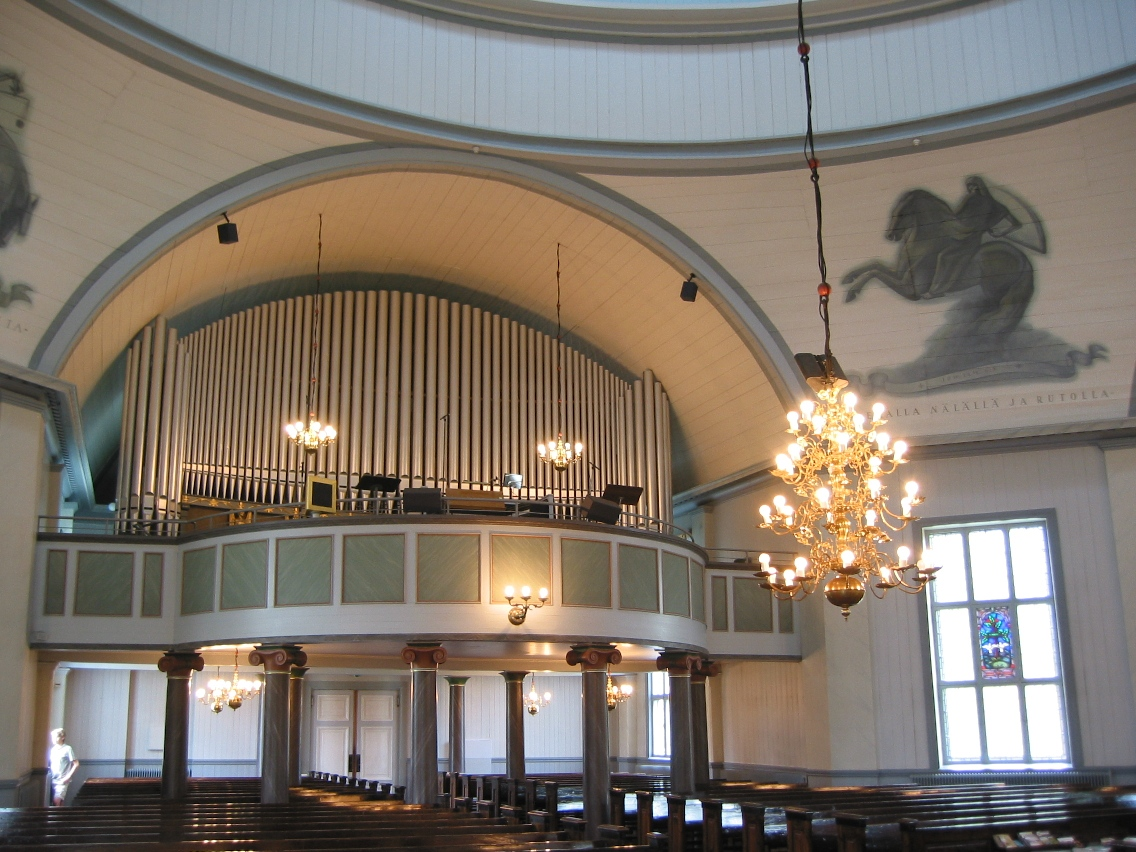
芬兰最大的管风琴位于该教堂内
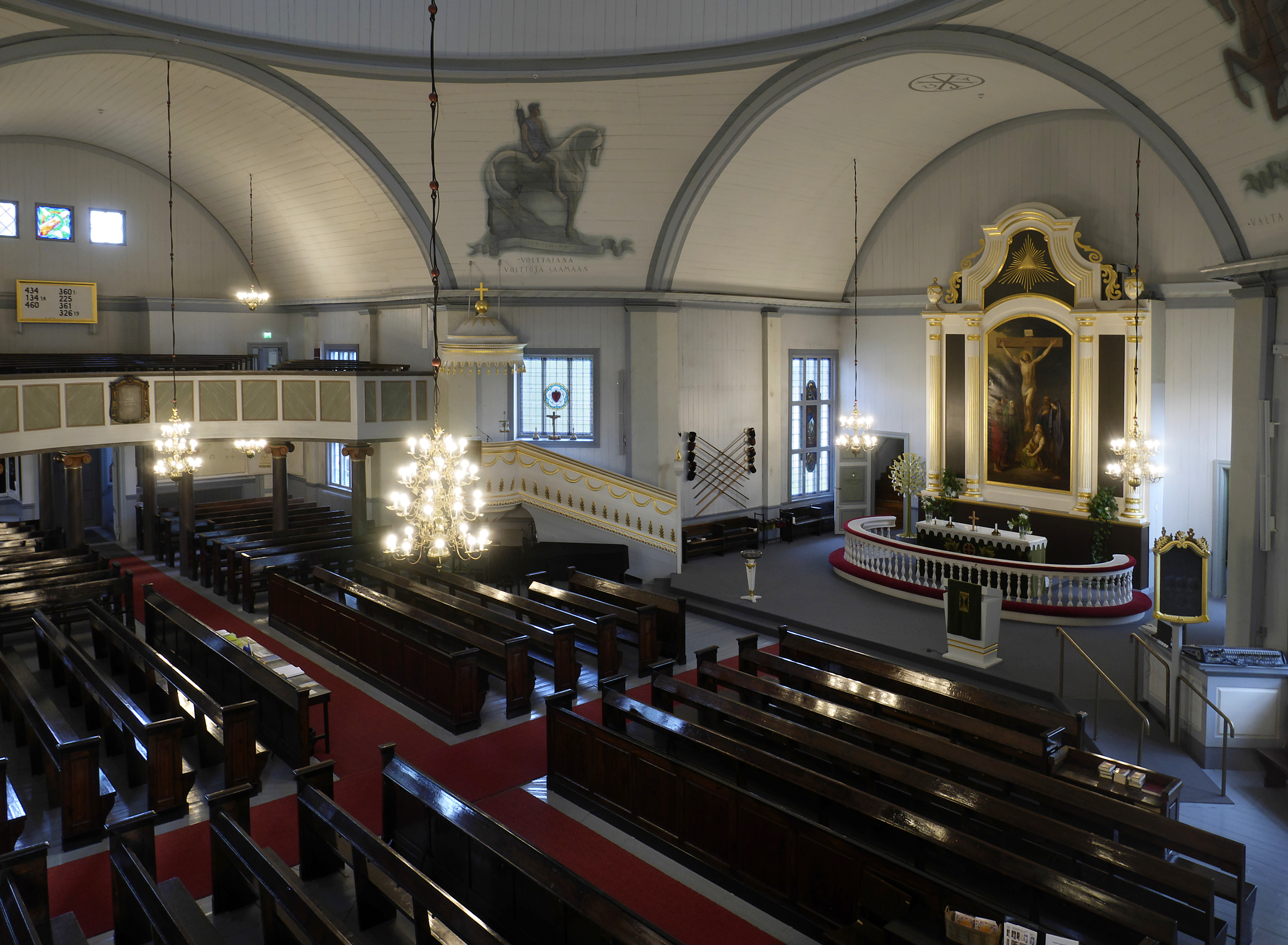
教堂内部
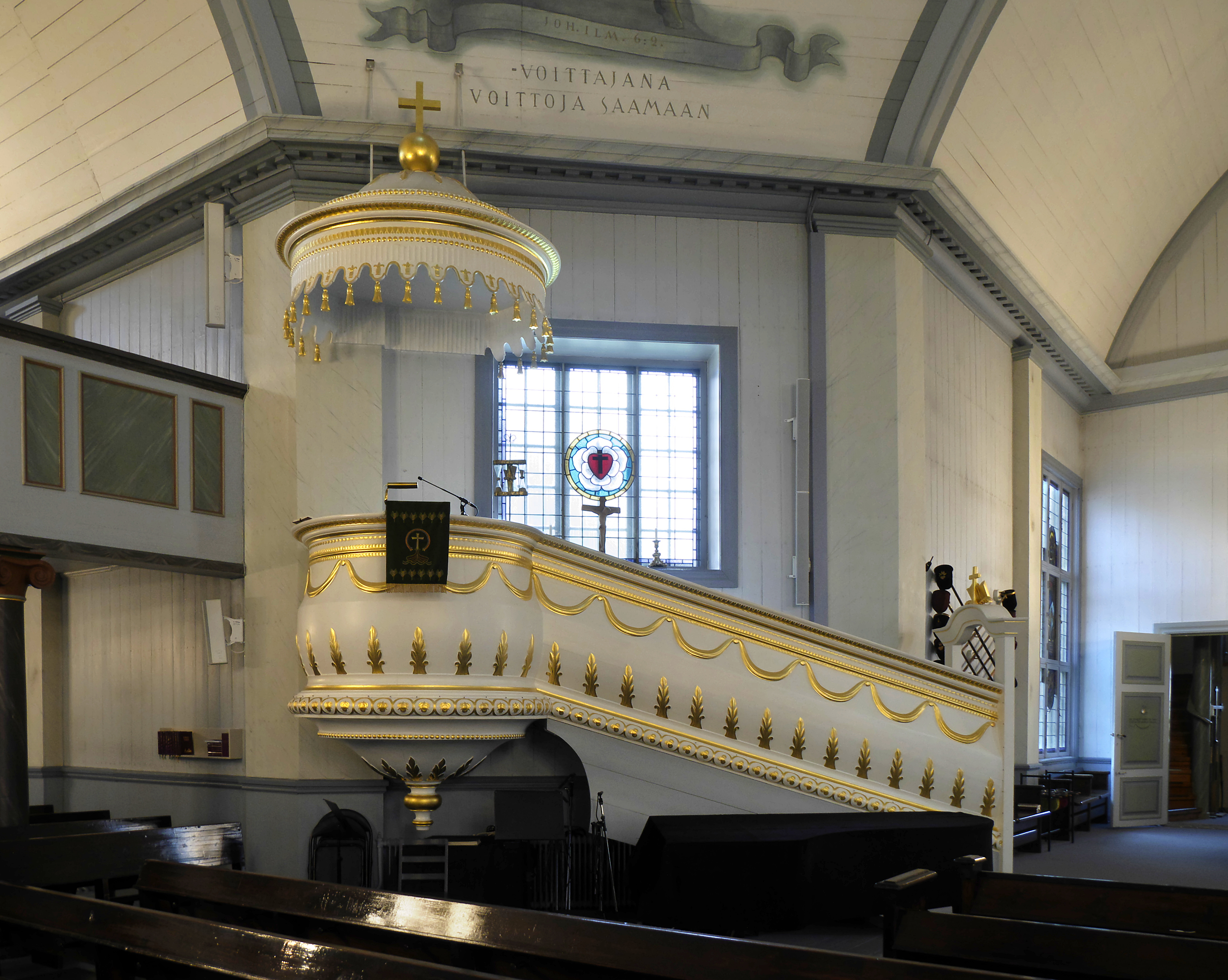
教堂内的宣讲台